# 林泰義
林 泰義（はやし やすよし、1936年7月13日 - 2023年12月8日）は、日本の都市計画家、まちづくりプランナー。東京都生まれ。千葉大学客員教授。

## 経歴
東京大学工学部建築学科卒業、同大学大学院数物系研究科博士課程修了。1969年、都市コンサルタントの計画技術研究所を設立。
現在では特定非営利活動法人玉川まちづくりハウスの運営委員をつとめ、1990年以降はNPO法とNPO法人の実現に参画、NPOセクターの確立に取り組む。また市民参加のワークショップにより住民の活気を引き出すまちづくりを提唱し全国に広めることに尽力する。
「NPOとまちづくりの一連の研究及び活動」により、1997年、日本都市計画学会賞（石川賞）を受賞する。夫人は象設計集団の建築家・富田玲子で、夫人との作品には「起爆空間」「用賀プロムナードいらかみち」などがある。

## 著書・訳書
- 都市再生（監訳：ロバータ・ブランデズ・グラッツ著） 晶文社 1993年
- 気持ちのいい生活　外国人・老人・女からの提案　晶文社 1994年（鶴見和子ほかと）
- NPO教書－創発する市民のビジネス革命（共著） 風土社 1997年
- NPOとまちづくり（共著） 風土社 1997年
- 安全と再生の都市づくり〜阪神・淡路大震災を超えて〜（共著) 学芸出版社 1999年
- 市民社会とまちづくり 新時代の都市計画2 （編著）ぎょうせい 2000年